# Icteria virens
La parula pettogiallo (Icteria virens (Linnaeus, 1758)) è un uccello passeriforme, unica specie nota del genere Icteria Vieillot, 1808 e della famiglia Icteriidae.

## Tassonomia
Sono note le seguenti sottospecie:
- Icteria virens auricollis (Deppe, 1830) - diffusa nel sud-ovest del Canada e negli Stati Uniti occidentali
- Icteria virens virens (Linnaeus, 1758) - diffusa dal sud-est del Canada al Messico